# Келлское аббатство
Ке́ллское абба́тство (англ. Abbey of Kells, ирл. Mainistir Cheanannais) — бывший монастырь, расположенный в 64 километрах от Дублина в городке Келс ирландского графства Мит, в котором была создана знаменитая Келлская книга. Монастырь был основан святым Колумбой в 554 году. В монастыре расположено несколько объектов, связанных с его основателем — например, так называемый «дом Колумбы». Для охраны монастыря в нём была построена ирландская круглая башня. Аббатство было распущено в ходе церковных реформ в XII столетии.
Монастырь является кандидатом на включение в список Всемирного наследия ЮНЕСКО в Ирландии. Был показан в полнометражном мультфильме 2009 года «Тайна Келлс» режиссёров Томма Мура и Норы Твоми.